# Przenośnik cieczy
Przenośnik cieczy – maszyna do przenoszenia cieczy i zawiesin:
- z poziomu niższego do poziomu wyższego,
- z przestrzeni niższego ciśnienia do przestrzeni wyższego ciśnienia.

Podział:
- pompy
- strumiennice
- podnośniki cieczy:
  - parowy podnośnik cieczy
  - pneumatyczne podnośniki cieczy
  - spalinowe podnośniki cieczy
  - elektromagnetyczne podnośniki cieczy
- tarany hydrauliczne
- czerpadła – przenośniki czerpakowe
  - czerpadło pojemnikowe (cięgłowe, kołowe)
  - czerpadło śrubowe